# Cotinga caputxina
La cotinga caputxina (Perissocephalus tricolor) és una espècie d'ocell de la família dels cotíngids (Cotingidae) i única espècie del gènere Perissocephalus. Habita zones boscoses del sud de Veneçuela, Guaiana i zones limítrofes del nord del Brasil fins a l'Estat de l'Amazones (Brasil) i el Riu Negro.